# Giappone ai IX Giochi olimpici invernali
Il Giappone partecipò ai IX Giochi olimpici invernali, svoltisi a Innsbruck, Austria, dal 29 gennaio al 9 febbraio 1964, con una delegazione di 47 atleti impegnati in otto discipline.